# Thomas Midgley
Thomas Midgley (Beaver Falls, 18 maggio 1889 – Worthington, 2 novembre 1944) è stato un ingegnere, chimico e inventore statunitense, noto per aver scoperto le proprietà antidetonanti del piombo tetraetile addizionato alla benzina e per aver inventato il diclorodifluorometano, prototipo dei clorofluorocarburi, utilizzato come gas refrigerante e propellente. È stato osservato che Midgley "ha avuto sull'atmosfera un impatto superiore a quello di qualsiasi altro singolo essere vivente nella storia della Terra" a causa dell'inquinamento prodotto dai suoi ritrovati chimici.

## Biografia
Thomas Midgley era nato a Beaver Falls, una piccola cittadina della Pennsylvania, in una famiglia della borghesia colta: suo padre era stato anch'egli inventore. Trascorse la giovinezza a Columbus, in Ohio, e nel 1911 si laureò in ingegneria meccanica alla Cornell University.

### TEL
Nel 1916 fu assunto nel laboratorio di ricerca della Dayton, una controllata della General Motors; qui nel dicembre 1921, sotto la guida di Charles Kettering, Midgley scoprì che l'aggiunta di piombo tetraetile (TEL) nella benzina aumentava l'efficienza e prolungava la vita dei motori: a causa del basso numero di ottano, i carburanti allora in uso si incendiavano prematuramente e "battevano in testa", ossia provocavano un caratteristico rumore.
Le compagnie petrolifere e i produttori di automobili, in particolare la General Motors divenuta proprietaria del brevetto, pubblicizzarono con vigore la nuova benzina addizionata con TEL come alternativa ai carburanti dell'epoca a cui era generalmente addizionato bromuro di etile. La tossicità del piombo era comunque nota da secoli, per cui nei rapporti tecnici e nella pubblicità si evitò ogni riferimento al piombo indicando la nuova sostanza come "Ethyl". Nel dicembre 1922, l'American Chemical Society assegnò a Midgley la «William H. Nichols Medal», il primo dei numerosi e importanti premi vinti da Midgley nel corso della sua carriera.
L'aggiunta di TEL nella benzina portò progressivamente al rilascio di enormi quantità di piombo inorganico nell'atmosfera prima assente, che persiste tuttora con gravi ripercussioni sanitarie in tutto il mondo. Lo stesso Midgley manifestò segni di saturnismo, dovette astenersi per un lungo periodo di tempo dal lavoro a causa della malattia e trascorse a Miami una lunga convalescenza. Nell'aprile 1923, la General Motors creò la General Motors Chemical Company (GMCC), una società avente lo scopo di controllare la produzione di TEL da parte dell'azienda DuPont; Charles Kettering ne fu il presidente e Thomas Midgley assunse l'incarico di vicepresidente. Nel frattempo i casi di avvelenamento da piombo diventavano sempre più frequenti fra i lavoratori addetti alla produzione di TEL; dopo due decessi e numerosi casi di saturnismo fra i lavoratori dell'impianto di Dayton, nel 1924 la dirigenza della General Motors fu sul punto di sospendere l'intero programma di produzione del TEL. L'anno successivo otto persone sarebbero morte al Deepwater DuPont, un impianto del New Jersey.

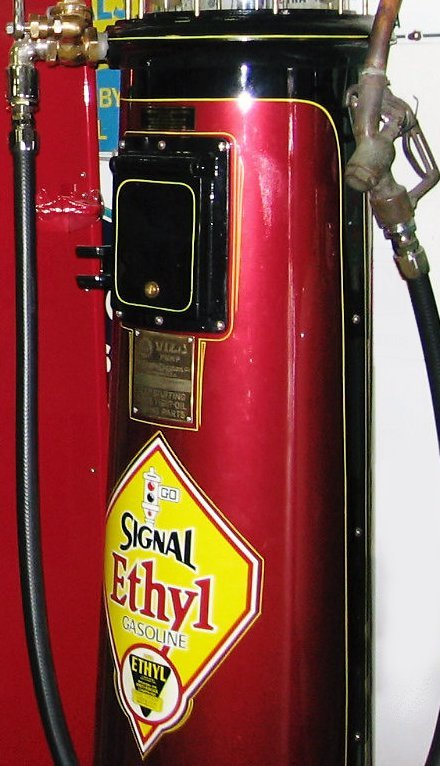
Pompa di Benzina vintage, col marchio Ethyl

Insoddisfatti per la ridotta produttività di TEL attraverso il "processo al bromuro" attuato della DuPont, nel 1924 la General Motors e Standard Oil proposero un nuovo metodo produttivo basato su un "processo al cloruro di etile" che richiedeva il ricorso a più alte temperature di produzione; fu creata la «Ethyl Gasoline Corporation» e costruito un nuovo impianto, per la produzione di TEL secondo il nuovo processo, nella Bayway Refinery a Linden, nel New Jersey. Tuttavia già nei primi due mesi di funzionamento, nella Bayway Refinery si verificarono, oltre a cinque morti, un maggior numero di casi di saturnismo, caratterizzati da gravi patologie psichiatriche.
Il 30 ottobre 1924 Midgley partecipò a una conferenza stampa convocata per dimostrare la sicurezza del TEL. In quell'occasione Midgley si versò del piombo tetraetile sulle mani e respirò per sessanta secondi i vapori di TEL provenienti da una bottiglia che aveva avvicinato al proprio naso, dichiarando che avrebbe potuto esporsi al TEL in questo modo ogni giorno senza conseguenze negative per la salute. L'impianto di Linden fu tuttavia chiuso definitivamente per ordine dello Stato del New Jersey pochi giorni dopo, e alla Standard Oil fu vietata la produzione TEL senza il permesso dello Stato. Midgley fu sollevato dalla vicepresidenza del GMCC nell'aprile 1925 per la sua inesperienza in materia di organizzazione; ma continuò a lavorare alle dipendenze della General Motors.

### CFC
Nel 1930 la General Motors incaricò Midgley di studiare una sostanza frigorigena non tossica e sicura da utilizzare nei frigoriferi domestici. Insieme a Charles Kettering Midgley scoprì il diclorodifluorometano, un clorofluorocarburo (CFC) che sarà prodotto dalla DuPont col nome commerciale «Freon». I CFC sostituirono in breve tempo le varie sostanze utilizzate in precedenza come refrigeranti per frigoriferi e condizionatori d'aria tutte tossiche e potenzialmente esplosive. I CFC furono usati anche per la produzione di propellenti per aerosol, materiali espansi e solventi per la pulizia di componenti elettronici.
Per questa scoperta nel 1937 Midgley fu insignito della Medaglia Perkin. Nel 1941 l'American Chemical Society conferì a Midgley la sua più alta onorificenza, la Medaglia Priestley, seguita dalla Willard Gibbs Medal nel 1942. Midgley ottenne anche due lauree honoris causa, e fu eletto alla National Academy of Sciences. Nel 1944, fu nominato presidente dell'American Chemical Society. Circa tre decenni dopo si scoprì che i CFC costituiscono in realtà dei pericolosi inquinanti dell'atmosfera, in quanto contribuiscono in misura significativa sia all'effetto serra che alla riduzione dell'ozono nella stratosfera.
Nel 1940, all'età di 51 anni, Midgley contrasse la poliomielite, malattia che lo rese disabile e lo spinse a progettare un complesso meccanismo fatto di corde e carrucole per alzarsi in modo autonomo dal letto. Nel 1944 Midgley rimase accidentalmente impigliato in questo meccanismo e morì per strangolamento.